# Plateforme vérité et dignité
La Plateforme vérité et dignité (en roumain : Partidul Platforma Demnitate și Adevăr, abrégé en PPDA ou DA) est un parti politique de centre droit en Moldavie. Il est fondé en 2015 et est dirigé par Andrei Năstase. Il a été créé en décembre 2015 à la suite de manifestations anti-gouvernementales de 2015. Le parti appelle à un changement complet de la classe politique actuelle et à la réinitialisation du système politique.

## Histoire

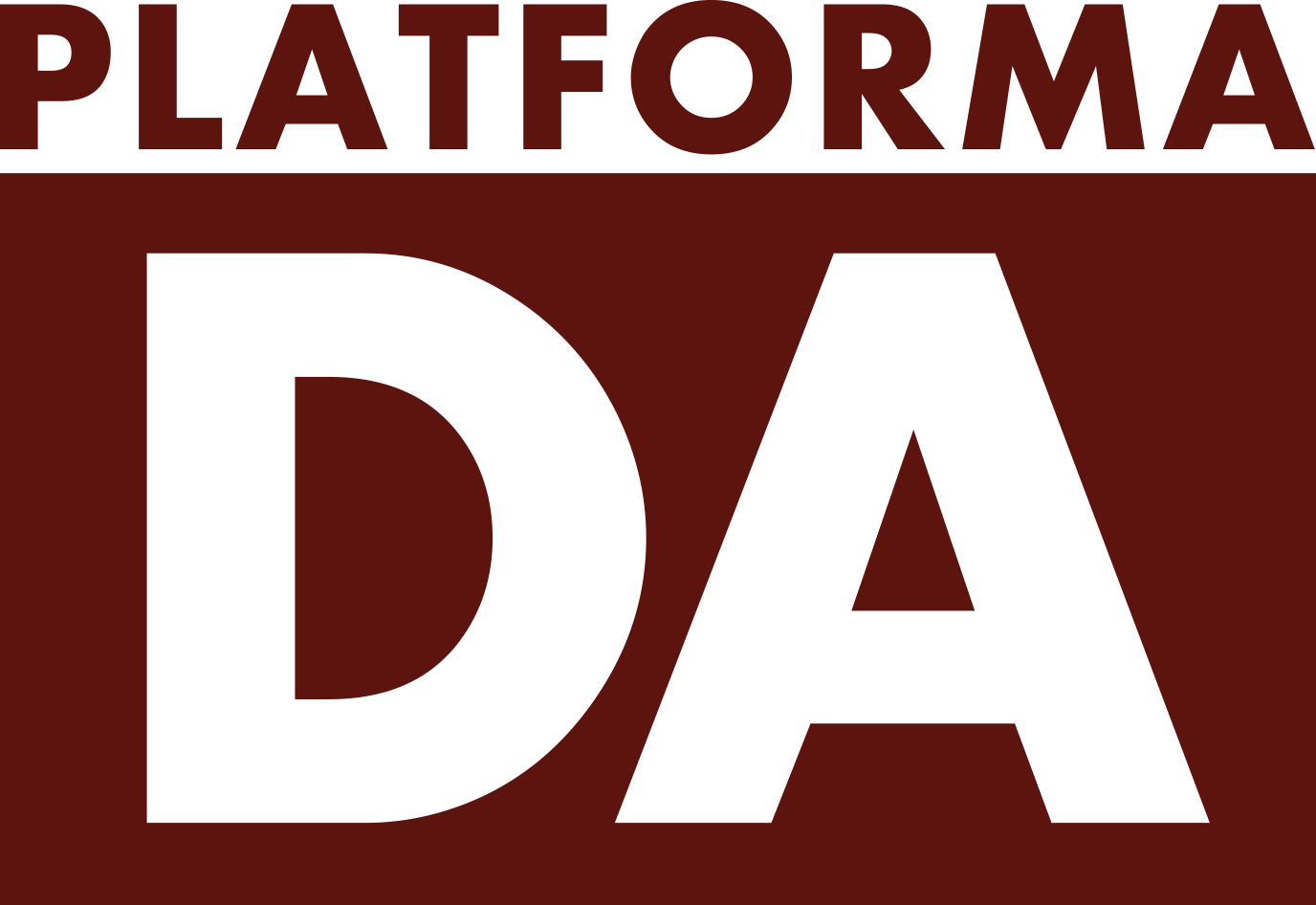
Logo jusqu'en 2022

Le 24 février 2015, un groupe initial composé de 14 personnes (journalistes, analystes et activistes sociaux) a annoncé la création du mouvement civique appelé Plate-forme civique « Dignité et vérité ». Ce mouvement avait pour but de superviser les activités du gouvernement. Depuis avril, la Plateforme a organisé de nombreuses réunions où les gens ont exprimé leur mécontentement vis-à-vis du gouvernement. Près d'un an après les manifestations, les dirigeants de la plate-forme ont décidé de créer un nouveau parti politique, une alternative aux partis actuels contrôlés par des oligarques.

## Idéologie
La direction du parti a exprimé son opposition au « gouvernement de la mafia oligarchique » de Vladimir Plahotniuc. Ils soutiennent des élections anticipées pour former l'authentique gouvernement réformiste europhile.

## Résultats électoraux

### Élections législatives
| Année | Voix    | %     | Rang | Sièges   | Gouvernement                         |
| ----- | ------- | ----- | ---- | -------- | ------------------------------------ |
| 2019  | 380 180 | 26,84 | 3e   | 11 / 101 | Sandu (2019), opposition (2019-2021) |
| 2021  | 34 181  | 2,33  | 5e   | 0 / 101  | Extra-parlementaire                  |